# Kriegsdienstverweigerung
Kriegsdienstverweigerung ist die Entscheidung einer Person, nicht an Kriegshandlungen teilzunehmen. In Staaten mit einer gesetzlichen Wehrpflicht wird sie auch als Wehrdienstverweigerung ausgeübt, weil der Wehrdienst zum Kriegsdienst ausbildet. Werden auch Ersatzdienste verweigert, spricht man von Totalverweigerung.
In demokratischen Rechtsstaaten ist Kriegsdienstverweigerung ein gesetzlich geschütztes Bürgerrecht. Dessen Ausübung ist jedoch meist an bestimmte Verfahren und Auflagen gebunden, deren Missachtung strafrechtliche Folgen hat. In Diktaturen, bei staatlich verhängtem Ausnahmezustand (Kriegsrecht) und für Soldaten einer Berufsarmee ist Kriegsdienstverweigerung oft illegal und wird als Straftat behandelt. Sofern rechtlich nicht zulässige Kriegsdienstverweigerung mit politischen Zielen verbunden wird, gilt sie als Form des zivilen Ungehorsams.
Wo Menschen gegen ihren Willen zu Militärdiensten gezwungen werden, ist Kriegsdienstverweigerung nur als Desertion möglich. Dies war lange Zeit der historische Normalfall. Erst infolge der europäischen Aufklärung wurde die individuelle Nichtteilnahme an Krieg und Kriegsdiensten allmählich als Bürgerrecht betrachtet. In Nationalstaaten des 19. Jahrhunderts organisierten sich Bewegungen, die dieses Recht zusammen mit anderen Bürgerrechten einforderten. Nach dem Ersten Weltkrieg 1918 führten einige Staaten erstmals ein solches Recht ein. Seit 1945 wurde es in immer mehr Staaten gesetzlich anerkannt und geschützt. 1987 erkannte die Vollversammlung der Vereinten Nationen (UN) das Recht zur Kriegsdienstverweigerung als allgemeines Menschenrecht an. Der UN-Menschenrechtsrat überprüft regelmäßig seine rechtsstaatliche Geltung, die in vielen Mitgliedsstaaten der UN nicht gewährleistet ist.

## Geschichte

### Spätantike
Das Christentum der ersten beiden Jahrhunderte sah den Militärdienst in der Regel als unvereinbar mit dem Christsein an. Denn ihre Taufe verpflichtete die Christen zum unbedingten Einhalten der Gebote Jesu (Mt 28,20 ). Das biblische Zentralgebot der Nächstenliebe schloss für die Nachfolger Jesu jede eigene tötende Gewalt aus, besonders gegenüber Feinden (Mt 5,39.44 ), zur Selbstverteidigung (Mt 10,10 ) und Glaubensverteidigung (Mt 26,52 ).
Die Taufe galt als Bindung des Getauften an den „Oberbefehl“ Jesu Christi und damit als unvereinbar mit dem militärischen Fahneneid. Die freiwillige Meldung eines Getauften zum Soldatendienst in einer Berufsarmee – das Römische Reich kannte keine Wehrpflicht – galt als Abfall vom unbedingten Glaubensgehorsam (Canon Hippolytus 14,74). Wer als Soldat Christ wurde und dennoch Soldat blieb, musste mit Exkommunikation (Ausschluss) aus der Kirche rechnen (Canon Hippolytus 13,14; Basilius der Große, Brief 188). Die Traditio Apostolica, eine frühchristliche Gemeindeordnung, formuliert um 200 als Anforderung an die Taufbewerber (Katechumenen) im Satz 16:

„Ein Soldat, der unter Befehl steht, soll keinen Menschen töten. Erhält er dazu den Befehl, soll er diesen nicht ausführen, auch darf er keinen Eid leisten. Ist er dazu nicht bereit, soll er abgewiesen werden. […] Der Katechumene wie auch der Gläubige, der Soldat werden will, muss abgewiesen werden, weil er Gott verachtet hat.“

Bei vielen Theologen der Patristik findet man kritische Aussagen zum Soldatendienst und zum Krieg, der als zwangsläufiges Morden und Blutvergießen abgelehnt wurde: etwa bei Justin (Dialogus 110,3) und Cyprian (Ad Donat. 6). Lactanz schrieb in Divinae institutiones:

„Religion bedeutet nicht, sich zu verteidigen, indem man tötet, wohl aber, indem man stirbt, nicht mit Aggressivität, wohl aber mit Geduld. [...] Wenn ihr jedoch die Religion mit blutigen Mitteln, mit Torturen und mit Bösem verteidigen wollt, dann verteidigt ihr sie nicht, sondern ihr vergiftet und entweiht sie.“

Tertullian (De corona; De idolatria) lehrte, Christus habe den Christen verboten, ein Schwert zu tragen. Er lehnte den Soldatendienst für Christen auch wegen des damit verbundenen Kaiserkults als Götzendienst strikt ab:

„Es paßt nicht zusammen, unter dem Fahneneid Gottes und der Menschen, unter dem Feldzeichen Christi und des Teufels, im Lager des Lichts und in dem der Finsternis zu stehen; ein und derselbe Mensch kann nicht zweien verpflichtet sein: Christus und dem Teufel.“

Er sah aber Kriege zum Erhalt des römischen Staates – und damit der Kirche – als notwendig an und schloss das kaiserliche Heer deshalb in die christliche Fürbitte ein.
Für Origenes war jede Gewaltanwendung, auch an sich legitime Verteidigung, Unrecht, das göttlicher Vergebung bedürfe. Er wies darauf hin, dass die Christen „die Lehre empfangen hatten, sich nicht gegen ihre Feinde zu verteidigen“, so dass ihnen Waffengebrauch verboten sei. Er erwartete die Abschaffung aller Kriege durch Ausbreitung des christlichen Glaubens (Contra Celsum VIII, 69f). Gegenüber der Aufforderung, dem Kaiser bei Abwehrschlachten in der Armee beizustehen, betonte er, dies vollzögen die Christen, indem sie die unsichtbare Waffenrüstung Gottes anlegten und waffenlos für die Regierung beteten. Er betonte die Sonderaufgabe der kirchlichen Amtsträger als „Priester und Diener Gottes“ im Unterschied zu Beamten und Soldaten als Diener der weltlichen Macht (ebd., 73ff).
Die Konzilien von Chalcedon und Nicea verboten dem Klerus und den Mönchen, irgendein Staatsamt zu bekleiden. Damit bahnten sie die spätere katholische Zwei-Stände-Ethik an, nach der nur noch Kirchenbeamte und asketische Mönche vom Kriegsdienst befreit waren. Gleichzeitig wuchs der Anteil der Christen unter den römischen Soldaten, so dass die letzte staatliche Christenverfolgung unter Kaiser Diokletian als Säuberung im römischen Heer begann. In dieser Lage verweigerten viele Christen den Kriegsdienst, z. B. der Märtyrer Maximilian, der am 12. März 295 hingerichtet wurde.
Die konstantinische Wende (ab 313) drängte den ursprünglichen christlichen Pazifismus rasch in den Hintergrund. Kaiser Konstantin I. ließ die von der Kirche exkommunizierten Soldaten mit erhöhtem Rang in das römische Heer zurückkehren. Daraufhin schloss das Konzil von Arles (314) jeden Deserteur, auch den mit Gewissensgründen, vom Empfang der Sakramente aus. Athanasius und Ambrosius lobten den Dienst mit der Waffe für das Vaterland. Nach der Erhebung des orthodoxen Christentums zur römischen Staatsreligion (380) erließ Theodosius II. 416 ein Edikt, wonach nur noch Christen in die Armee aufgenommen werden durften.
Damit wurde die Kriegsdienstverweigerung aus Glaubensgründen zur seltenen Ausnahme, die zudem von Staat und Kirche gemeinsam abgelehnt und später rigoros verfolgt wurde. Die 420 von Augustinus von Hippo formulierte kirchliche Lehre vom Gerechten Krieg rechtfertigte den Kriegsdienst von Christen und Nichtchristen. Sie blieb in zahlreichen Modifizierungen und Erweiterungen bis heute die maßgebende ethische Basis der Großkirchen für ihr Verhältnis zu Wehrdienst und Militäreinsatz.

### Mittelalter
Im Mittelalter war Kriegsdienstverweigerung eine seltene Haltung christlicher Randgruppen wie der Katharer und Waldenser. Sie wurden vom Papsttum und katholischen Herrschern als Ketzer verfolgt. Nur Franz von Assisi erreichte die Zulassung seines Ordens, der Minoriten, die besitz- und waffenlos lebten. Er erklärte dies gegenüber Kirchenvertretern wie folgt:

„Herr, wenn wir irgendwelches Eigentum besitzen würden, so müssten wir unbedingt zu unserem Schutz auch Waffen haben. Daraus entstehen aber Streitigkeiten und Zank. Dadurch wird die Liebe zu Gott und zum Nächsten gewöhnlich stark gehemmt. Und deshalb wollen wir in der Welt nichts Irdisches besitzen.“

Die Ordensregel des 1221 gegründeten Dritten Ordens der Franziskaner enthielt ein Waffenverbot:

„Tödliche Waffen dürfen sie gegen niemanden empfangen noch mit sich tragen.“

Weil Buße und das Soldatenhandwerk unvereinbar seien, verweigerten auch Angehörige des franziskanischen Dritten Ordens Kriegsdienste und Fahneneide. Deshalb mussten manche italienischen Stadt- und Regionalfürsten ihre Feldzüge mangels Beteiligung absagen.

### Frühe Neuzeit
In der Reformationszeit kamen neugebildete Gruppen, die ihr Zusammenleben ganz an der Bibel orientieren wollten, dazu: die Böhmischen Brüder (englisch „Moravians“) und Teile der Täuferbewegung wie die Schweizer Brüder, Hutterer und Mennoniten. Auch die später entstandenen Quäker, die Church of the Brethren („Brüderkirche“), die Zeugen Jehovas und die Christadelphians verweigern Kriegsdienste.
Ihre Haltung zwang die Mennoniten immer wieder zu großen Wanderungsbewegungen, die sie noch im 20. Jahrhundert über Russland in die USA und von dort nach Kanada und Südamerika führten. Nur in einzelnen Regionen Europas befreiten Fürsten sie vom Waffendienst: So befahl Wilhelm von Oranien 1577 der Obrigkeit von Middelburg, die dort ansässigen Mennoniten vom Kriegsdienst freizustellen. Das Herzogtum Schleswig erlaubte ihnen dies 1623. 1647, im Jahr vor dem Ende des Dreißigjährigen Krieges, erklärte das Agreement of the People erstmals jeden Zwang zum Kriegsdienst als Verletzung natürlicher Rechte des Menschen.
Friedrich der Große gewährte den preußischen Mennoniten am 25. März 1780 ein „Gnadenprivilegium“, das sie „auf ewig“ von der Kantonalspflicht befreien sollte. Dafür musste jeder Verweigerer ein Jahresentgelt von 5000 Talern zahlen; auch ihre Niederlassungs- und Bodenerwerbsrechte wurden regional vielfach beschränkt. Das Privileg wurde 1789, 1840 und 1844 erneuert; danach wurde es nach und nach eingeschränkt. Das Wehrpflichtgesetz des Norddeutschen Bundes von 1867 sah keine Ausnahme für Verweigerer aus Gewissensgründen mehr vor; nur durch einfache Kabinettsbefehle konnten Einzelne von Militärdiensten befreit werden.

### 19. Jahrhundert
Seit der Bildung von Nationalstaaten mit einer allgemeinen Wehrpflicht kämpften die Friedenskirchen für die staatliche Anerkennung der Gewissensfreiheit. 1802 erreichten die englischen Quäker erstmals ihre Befreiung vom Wehrdienst. Von ihnen und der aufklärerischen Philosophie beeinflusst, entstanden um 1815 zuerst in den USA, Großbritannien und der Schweiz sogenannte Friedensgesellschaften. Diese bejahten auch die Kriegsdienstverweigerung als eine unter mehreren Möglichkeiten zur Durchsetzung einer internationalen Friedens- und Völkerrechtsordnung. Die etwas später entstandenen Friedensgesellschaften Kontinentaleuropas dagegen lehnten die Kriegsdienstverweigerung bis 1918 meist ab. Diese übten nur christliche Sondergemeinschaften wie die Reformadventisten, Duchoborzen, Evangelisten, Molkianer, Nazarener und Tolstojaner. Alle diese Gruppen blieben zahlenmäßig unbedeutend und ohne Einfluss auf staatliche Politik.
Politische Wirkung erhielt die Kriegsdienstverweigerung erst im Zusammenhang der wachsenden europäischen Arbeiterbewegung. Auf den Konferenzen der Ersten Internationale (Internationale Arbeiterassoziation) brachten Anarchisten 1891 und 1893 Resolutionen ein, die vorsahen, bei Kriegserklärungen zur allgemeinen Kriegsdienstverweigerung und zum Streik aufzurufen. Die Mehrheit der IAA meinte dagegen, dass Kriege verschwinden würden, wenn der Kapitalismus beseitigt sei. Die Deutsche Friedensgesellschaft (DFG) wurde 1892 gegründet. Eine Polemik gegen die anarchistische Position in der IAA formulierte Karl Liebknecht 1907 in seiner Programmschrift Militarismus und Antimilitarismus.

### 20. Jahrhundert
Die frühe Sozialdemokratie war theoretisch entschlossen, einen Krieg der europäischen Hegemonialmächte zu verhindern oder wenigstens nicht mitzutragen. Entsprechende Beschlüsse traf die Sozialistische Internationale wiederholt, besonders in den Jahren 1907, 1912 und 1913. In der Balkankrise von 1913 rief Rosa Luxemburg auf Massenkundgebungen der SPD zu Kriegsdienstverweigerung, Befehlsverweigerung und Widerstand gegen den absehbaren europäischen Krieg auf. Sie wurde deshalb wie andere Antimilitaristen während fast der gesamten Kriegsdauer inhaftiert.
Der Erste Weltkrieg drängte auch pazifistische Gruppen noch stärker in die Defensive und verringerte ihre Mitgliedszahlen erheblich. Die wenigen Kriegsdienstverweigerer wurden in allen kriegsbeteiligten Staaten verfolgt und oft schwer bestraft.
In Großbritannien entstand seit der staatlichen Erfassung wehrfähiger Männer ab 1914 eine organisierte Verweigerungsbewegung, die politisch wirken wollte: die No-Conscription Fellowship. Ihr folgten etwa 16.000 Verweigerer, die auf Initiative englischer Quäker nach Einführung der Wehrpflicht 1916 zivile Ersatz-, Sanitäts- oder waffenlose Armeedienste verrichten durften. Dies taten etwa 10.000 Männer. Weitere 6000 verweigerten als Absolutisten auch jeden Ersatzdienst und wurden dafür von Kriegsgerichten zu meist hohen Gefängnisstrafen verurteilt. Aufgrund unmenschlicher Haftbedingungen entschlossen sich 3750 von ihnen doch noch zu zivilen Ersatzdiensten; zehn der übrigen starben in Haft, 59 an Entkräftung kurz nach ihrer Entlassung.
Doch diese Bewegung erreichte, dass Kriegsdienstverweigerung aus ethischen und religiösen Gewissensgründen erstmals als individuell mögliche, nicht generell staatsfeindliche und strafbare Haltung anerkannt wurde. So führten einige europäische Staaten ab 1917 erste Ausnahmegesetze zur Wehrdienstbefreiung und Ersatzdienste für Verweigerer ein:
- die Niederlande per Armeebefehl 1917, per Gesetz 1922. Darauf beriefen sich bis 1930 jährlich nur 10–20, von 1931 bis 1939 jährlich zwischen 40 und 400 Personen.
- Dänemark 1917. Dort dauerte der Ersatzdienst bis 1933 dreimal solange wie der Wehrdienst.
- die UdSSR ab 1918
- Schweden 1920 und 1923
- Norwegen und Finnland 1922. Dort war Verweigerung seit 1931 nur noch in Friedenszeiten möglich.

In den USA wurde 1916 mit der Wehrpflicht auch ein ziviler Ersatzdienst für Angehörige von Friedenskirchen und pazifistischen Sekten angeboten. Von 2,8 Mio. eingezogenen Männern wurden 56.800 als Kriegsdienstverweigerer anerkannt, 20.800 davon zum Ersatzdienst herangezogen.
In der neutralen Schweiz unterstützte die Politikerin und Antimilitaristin Elisabeth Teslin die Kriegsdienstverweigerer. Der Gesamterlös ihrer Schriften sollte Dienstverweigerer und Kämpfer gegen alle Militärarbeiten unterstützen. 1917 schrieb sie:

„Die Arbeiter sollen Geschütze, Gewehre und Munition erzeugen, Festungen errichten, Kriegsschiffe, Unterseeboote und Flugapparate bauen. Die Arbeiter sollen in den Armeen dienen, einander bei jeder Gelegenheit, auf den Schlachtfeldern, wie auch bei innern Unruhen im Lande, niederschießen und niederhauen. Das sind die wirklichen, lebendigen Taten, die die Arbeiterschaft vollbringt. Dabei aber redet man weiter, nimmt kopfzerbrechende Resolutionen an, faßt scharfe Beschlüsse und glaubt, daß das revolutionäre Taten seien.“

1921 entstand in Bilthoven die internationale Verweigererorganisation Paco, die sich 1923 in War Resisters International (WRI, deutsch Internationale der Kriegsdienstgegner) umbenannte. Bis 1939 wuchs ihre Mitgliedschaft langsam, aber stetig auf 54 Sektionen in 24 Ländern an. Diese unterstützen Verweigerer moralisch und finanziell, bekämpfen aber auch die allgemeine Wehrpflicht und streben die politische Beseitigung von Kriegsursachen an. Zur Konferenz in Lyon am 1. August 1931, dem deutschen Antikriegstag, begrüßte Albert Einstein die Delegierten der WRI aus 56 Ländern mit den Worten:

„Ich wende mich an Sie, … weil Sie diejenige Bewegung vertreten, die am sichersten die Abschaffung des Krieges verbürgt. Wenn Sie klug und mutig handeln, können Sie die wirksamste Gemeinschaft in der größten aller menschlichen Bestrebungen werden. Die Männer und Frauen, die Sie vertreten, können zu einer größeren Weltmacht werden als das Schwert. Alle Nationen der Welt sprechen von Abrüstung. Sie müssen sie lehren, mehr zu tun, als bloß davon zu sprechen. Die Völker müssen den Staatsmännern und Diplomaten die Abrüstung aus der Hand nehmen. Die Völker müssen die Abrüstung selbst verwirklichen.“

In der Zeit des Nationalsozialismus drohte deutschen Kriegsdienstverweigerern schon vor Beginn des Zweiten Weltkriegs die Todesstrafe, die in hunderten Fällen (vorwiegend an Zeugen Jehovas und Reformadventisten) auch vollstreckt wurde. Vor diesem Hintergrund wurde das Kriegsdienstverweigerungsrecht 1949 als Grundrecht in das Grundgesetz für die Bundesrepublik Deutschland aufgenommen. (Art. 4 Abs. 3 GG):

„Niemand darf gegen sein Gewissen zum Kriegsdienst mit der Waffe gezwungen werden. Das Nähere regelt ein Bundesgesetz.“

In der DDR gab es kein solches Recht (siehe aber Bausoldat).
Die weitere Entwicklung behandelt der Artikel Kriegsdienstverweigerung in Deutschland. Die rechtlichen Grundlagen sind im Kriegsdienstverweigerungsgesetz niedergelegt.
In manchen Staaten, die ein grundsätzliches Kriegsdienstverweigerungsrecht hatten, fehlten rechtsstaatliche Mindeststandards für dessen Wahrnehmung. Oft konnte der Kriegsdienst nach einer Einberufung nicht mehr verweigert werden; der Ersatzdienst trug oftmals auch militärischen Charakter und dauerte viel länger als der Wehrdienst, so dass er einer Strafe für die Kriegsdienstverweigerung glich.
Solche Mängel, die das in der Europäischen Menschenrechtskonvention verbriefte Kriegsdienstverweigerungsgrundrecht praktisch missachten, stellte ein Bericht von Amnesty International vom 15. April 1997 in 22 Staaten Europas fest. Viele dieser Staaten verhängten Haftstrafen gegen Verweigerer, darunter:
- die Balkanrepubliken
- Bulgarien: 10 Monate für einen Zeugen Jehovas 1996
- In Griechenland wurden alle Kriegsdienstverweigerer vor Gericht gestellt und jährlich bis zu 100 davon zu Haftstrafen von bis zu vier Jahren verurteilt. Einigen erkannte man ihre bürgerlichen Rechte ab und verbot ihnen bis fünf Jahre nach ihrer Entlassung, zu wählen oder sich wählen zu lassen, als Beamte zu arbeiten, Geschäfte zu eröffnen und einen Reisepass zu erhalten. Dies traf besonders 300 bis 350 unter menschenunwürdigen Bedingungen inhaftierte Zeugen Jehovas. Das griechische Parlament lehnte seit 1994 vier Gesetzentwürfe für einen Zivildienst ab; der fünfte wurde angenommen und sah einen doppelt so langen Ersatzdienst vor wie der Militärdienst.
- Russland: Einem Mönch wurden 1995 sieben Jahre Haft wegen Desertion angedroht, nachdem er trotz seiner vorherigen Kriegsdienstverweigerung zum Militär einberufen, dort misshandelt, von seinen Angehörigen aus dem Krankenhaus nachhause mitgenommen und erneut einberufen wurde.
- In Österreich mussten Kriegsdienstverweigerer bis 1991 vor einer Kommission eine Gewissensprüfung ablegen, wodurch festgestellt werden sollte, ob die Einwände berechtigt waren. Personen, die nicht glaubhaft machen konnten, den Kriegsdienst aus Gewissensgründen verweigern zu wollen, mussten mit einer Freiheitsstrafe rechnen, wenn sie dem Einberufungsbefehl nicht nachkamen. 1997 wurde der Zivildienst von acht auf zwölf Monate verlängert und dauerte damit vier Monate länger als der Wehrdienst. Zivildienst muss innerhalb einer Frist beantragt werden. Verweigerern, die ihren Antrag zu spät stellen und den Militärdienst nicht antreten, droht Haft von bis zu einem Jahr oder eine Geldstrafe.[17]
- Frankreich gab Verweigerern nach der Einberufung keine Möglichkeit zur Kriegsdienstverweigerung. Der Zivildienst dauerte mit 20 Monaten doppelt so lange wie der Wehrdienst. Verweigerer, die ihren Zivildienst nicht fristgerecht beantragten, wurden nicht als Kriegsdienstverweigerer anerkannt; jedoch wurde bisher nur einer zu Gefängnis verurteilt.
- Italien und Spanien gaben einberufenen Wehrpflichtigen keine Kriegsdienstverweigerungsmöglichkeit mehr.
- Portugal bearbeitete Kriegsdienstverweigerungsanträge von bereits Wehrdienstleistenden erst nach dem Ende ihrer Militärzeit und erlaubte ihnen kein vorzeitiges Ausscheiden daraus. Der Ersatzdienst dauerte dort mit sieben Monaten fast doppelt so lange wie der Wehrdienst.

In den meisten dieser Staaten kann die Weigerung eines Einberufenen, eine Uniform anzuziehen, zu mehrjährigen Gefängnisstrafen führen. Dies betraf in Frankreich bis 1995 bis zu 500 Zeugen Jehovas pro Jahr, die sich ordnungsgemäß in der Kaserne gemeldet hatten, dann aber das Tragen von Uniform und Waffen aus religiösen Gründen ablehnten. Auch Ersatzdienstleistende, die ihren Dienst aus Protest gegen die Dauer vorzeitig beenden, werden als Deserteure behandelt und mit bis zu drei Jahren Haft bestraft.
In Italien gibt es inzwischen keine Wehrpflicht mehr; eine Änderung der Verfassung, die diesen als „heilige Pflicht“ bezeichnet, wurde nicht vorgenommen, aber der letzte (zum Teil) einberufene Jahrgang war derjenige der 1985 Geborenen.
In Frankreich und Spanien besteht heute ebenfalls keine Wehrpflicht mehr.

## Gegenwärtige Situation

### Internationales Recht
Seit Gründung der UNO verbot die UN-Charta 1945 zunächst den Angriffskrieg bis auf zwei genau definierte Ausnahmefälle. Doch erst 1987 wurde das Recht auf Kriegsdienstverweigerung durch die UNO-Vollversammlung mit nur zwei Gegenstimmen (Irak, Mosambik) als internationales Menschenrecht anerkannt.
Im August 2004 forderte die UN-Menschenrechtskommission die UN-Mitgliedsstaaten mit zwei Resolutionen auf, das Kriegsdienstverweigerungsrecht in ihrer nationalen Gesetzgebung bestehenden Menschenrechtsnormen gemäß zu regeln und einzuhalten. Bereits bestrafte Kriegsdienstverweigerer sollten beim Erreichen von Friedensschlüssen und Waffenstillständen nach militärischen Konflikten amnestiert und rehabilitiert werden. Damit hat sich die Kriegsdienstverweigerung zwar seit 1987 als internationales Menschenrecht etabliert, das jedoch in vielen Staaten nach wie vor missachtet oder eingeschränkt wird.
Der Europäische Gerichtshof urteilte im Februar 2015, dass ein Deserteur (André Shepherd) Flüchtlingsschutz nur genießt, wenn der Antragsteller sich vorrangig um die Anerkennung als Kriegsdienstverweigerer bemüht hat, es sei denn, ihm stand kein derartiges Verfahren zur Verfügung.

### Staaten ohne Kriegsdienstverweigerungsrecht
Staaten, die kein Kriegsdienstverweigerungsrecht kennen, sind heute u. a.:
- Aserbaidschan
- Israel kennt nur ein eingeschränktes Kriegsdienstverweigerungsrecht für wehrpflichtige Frauen, während Kriegsdienstverweigerung von Männern als Befehlsverweigerung oder Desertion behandelt wird. Arabische Israelis und charedische Jeschiwa-Studenten sind von der Wehrpflicht ausgenommen.
- Singapur
- die Türkei
- Turkmenistan: Wehrdienstverweigerer müssen mit mehrjährigen Haftstrafen rechnen.[22]
- Nordkorea: Es besteht eine Wehrpflicht von 11 Jahren, eine Weigerung dieses Wehrdienstes für Nordkoreaner gibt es nicht und wird mit drakonischen Strafen bis zu einer Einweisung in ein Internierungslager geahndet.

Einige Staaten, die für Friedenszeiten zwar ein Kriegsdienstverweigerungsrecht haben, schränken dieses in einer Kriegssituation durch das Kriegsrecht ein oder heben es ganz auf. Bei Zwangsrekrutierung bleibt Kriegsdienstverweigerern dann nur die Desertion, die staatlich verfolgt und bestraft wird. Verfolgte Kriegsdienstverweigerer, die sich der Strafe durch Flucht ins Ausland zu entziehen versuchen, werden dort oft nicht als politische Flüchtlinge anerkannt und erhalten auch in der Bundesrepublik kein Asyl.
Menschenrechtsorganisationen setzen sich daher für den internationalen Schutz von Kriegsdienstverweigerern und Deserteuren ein. In Deutschland tut dies zum Beispiel Connection e. V. Die Organisation erhielt dafür unter anderem den Aachener Friedenspreis 1996.

### Staaten mit eingeschränktem Kriegsdienstverweigerungsrecht
Aktuell wurde in den meisten Staaten der Welt die Wehrpflicht abgeschafft bzw. ausgesetzt. In den Ländern mit verbliebener Wehrpflicht kommt es dennoch zu Benachteiligungen durch einige Staaten, durch strenge Fristensetzung, längere Dienstzeiten und andere Regelungen. Oft kann der Kriegsdienst nach einer Einberufung nicht mehr verweigert werden; der Ersatzdienst trägt auch militärischen Charakter und dauert viel länger als der Wehrdienst, so dass er einer Strafe für die Kriegsdienstverweigerung gleicht. Häufig werden den Einberufenen ihre gesetzlichen Möglichkeiten zur Kriegsdienstverweigerung nicht zugänglich gemacht. Dort führt diese vielfach zu Bestrafung und Inhaftierung.
Solche Mängel, die das in der Europäischen Menschenrechtskonvention verbriefte Kriegsdienstverweigerungsgrundrecht praktisch missachten, stellte ein Bericht von Amnesty International vom 15. April 1997 in 22 Staaten Europas fest. Viele dieser Staaten verhängten Haftstrafen gegen Verweigerer, darunter:
- Der Zivildienst in Österreich wurde 1997 von acht auf zwölf Monate verlängert und dauerte damit vier Monate länger als der Wehrdienst. Seit 2006 dauert der Zivildienst neun Monate und der Wehrdienst sechs Monate. Zivildienst muss innerhalb der im § 1 ZDG genannten Frist beantragt werden. Verweigerern, die ihren Antrag zu spät stellen und den Militärdienst nicht antreten, droht Freiheitsstrafe von bis zu einem Jahr oder eine Geldstrafe.[24]
- Der Zivildienst in der Schweiz dauert eineinhalbmal so lang wie der Wehrdienst. Die Zulassung zum Zivildienst ist nicht mehr vom Bestehen einer Gewissensprüfung abhängig. Die Zulassung zum Zivildienst schließt eine Bestrafung wegen Militärdienstverweigerung beziehungsweise Militärdienstversäumnisses aus; zu beachten ist jedoch das Verbot des Missachtens eines Aufgebots (Art. 81 ff. MStG).

 (Österreich)
 (Schweiz; Ersatzabgabe bei Nichtleistung von Militärdienst oder Zivildienst)

## Krieg Russlands gegen die Ukraine (seit 2022)
Um einer Einberufung zum Kriegsdienst zu entgehen, sind nach dem russischen Überfall auf die Ukraine sowohl Russen als auch Ukrainer aus ihren Heimatländern geflohen.
Eine Kriegsdienstverweigerung in der Ukraine ist nahezu unmöglich, nur wenigen Angehörigen kleiner Religionsgemeinschaften wird das Recht auf Kriegsdienstverweigerung zugebilligt.

### Flucht aus Russland
In Folge der Ankündigung Russlands weitere Hunderttausende Soldaten zu requirieren, flüchteten Meldungen zufolge Tausende Russen im wehrfähigen Alter etwa in die baltischen Länder.
Im Jahr 2024 leben Schätzungen zufolge 36.000 russische Männer im wehrfähigen Alter, die nach Beginn der russischen Invasion der Ukraine ihr Land verlassen haben, in Deutschland. Ihr Status ist prekär, da sie keine humanitäre Visa erhalten und Kriegsdienstverweigerung allein nicht als Asylgrund anerkannt ist.

### Flucht aus der Ukraine
Die Ukraine gab Anfang September 2023 bekannt, dass 20.000 ukrainische Männer an der illegalen Ausreise – weil im wehrpflichtigen Alter – gehindert worden sind. Das österreichische Innenministerium schätzte am 8. September 2023, dass rund 14.000 ukrainische Männer (als Flüchtlinge) in Österreich leben, die altersmäßig in die Gruppe der Wehrpflichtigen fallen dürften. Dem Aufruf zum Wehrdienst nicht Folge zu leisten ist ein Delikt nach Militärrecht. Der Artikel 4 des EU-Auslieferungsabkommens ist bei einem solchen Delikt nicht wirksam. Würde die Ukraine die Auslieferung von Personen aus diesem Grund begehren, würde Österreich die Betroffenen nicht ausliefern.
Ukrainische Kriegsflüchtlinge – auch Kriegsdienstverweigerer und Fahnenflüchtige – haben in der EU gemäß der EU-Massenzustromrichtlinie einen (temporären) Schutzstatus.

## Film
- Ein verborgenes Leben, Regie und Drehbuch von Terrence Malick, Deutschland/USA 2018, in dt. Kinos 2020, über den 1943 hingerichteten Verweigerer Franz Jägerstätter und sein Umfeld.

## Einzelbelege
1. ↑  https://www.connection-ev.org/pdfs/UN-MenschenrechtsratKDV2019.pdf abgerufen am 15. Februar 2024
2. ↑  zitiert bei Wilhelm Geerlings: Die Stellung der vorkonstantinischen Kirche zum Militärdienst, Barsbüttel 1989, ISBN 3-927320-03-X, S. 17f.
3. ↑  Dag Tessore: Der Heilige Krieg in Christentum und Islam. Patmos Verlag, Düsseldorf 2004, S. 30
4. ↑  De idololatria 19, zitiert nach Gerhard Lohfink: Die christliche Verweigerung. In: Gerhard Lohfink: Wie hat Jesus Gemeinde gewollt? Zur gesellschaftlichen Dimension des christlichen Glaubens, 8. Auflage, Freiburg im Breisgau 1982, S. 190 (Rextauszug online (Memento vom 4. März 2016 im Internet Archive))
5. ↑  Origenes Gegen Celsus (Contra Celsum). 31. Januar 2012, archiviert vom Original am 31. Januar 2012; abgerufen am 27. Oktober 2022.
6. ↑  Helmut Gollwitzer, Artikel Krieg und Christentum, in: Die Religion in Geschichte und Gegenwart, 4. Auflage, S. 67f
7. ↑  Was wollte Franz von Assisi? Archiviert vom Original; abgerufen am 25. Januar 2023.
8. ↑  Elemente einer franziskanischen Spiritualität. Abgerufen am 25. Januar 2023.
9. ↑  CCFME-News, Jahrgang 18, Dezember 2005, Nr. 12 (pdf) (Memento vom 8. November 2011 im Internet Archive)
10. ↑  Hellmuth Hecker: Die Kriegsdienstverweigerung im deutschen und ausländischen Recht, Frankfurt am Main 1954, S. 8ff
11. ↑  Wolfgang Huber: Krieg, Kriegsdienst, Kriegsdienstverweigerung. In: Evangelisches Staatslexikon Band I, 3. erweiterte Auflage, Kreuz-Verlag, Stuttgart 1987, ISBN 3-7831-0810-1
12. ↑  Eberhard Röhm: Sterben für den Frieden, Calwer Verlag, Stuttgart 1985, S. 148
13. ↑  R.H. Bainton: Christian Attitudes toward War and Peace, New York 1960, S. 161
14. ↑  Wolfram Beyer: Kriegsdienste verweigern – Pazifismus heute, Humanistischer Verband Deutschlands, 2000, ISBN 3-924041-18-0, S. 13f.
15. ↑  Eberhard Röhm: Sterben für den Frieden, S. 147f
16. ↑  Elisabeth Teslin: Neue Zeiten Neue Aufgaben Neue Losungen. Verlag W. Trösch, Olten 1917
17. ↑  WG 2001 §48ff.
18. ↑  Claudia Oberascher, Amnesty Deutschland, Mai 1997: Kriegsdienstverweigerung in Europa. Ein Menschenrecht auf dem Prüfstand (Memento vom 28. Oktober 2010 im Internet Archive)
19. ↑  Wehrpflicht im europäischen Ausland. In: Tagesspiegel. 31. August 2007, abgerufen am 23. Dezember 2022.
20. ↑  Bürgerliche und politische Rechte, einschliesslich der Frage der Wehrdienstverweigerung aus Gewissensgründen. 26. Februar 2022, archiviert vom Original am 26. Februar 2022; abgerufen am 27. Oktober 2022.
21. ↑  Beck-Online: EuGH: Hohe Anforderungen an Asylanspruch eines Deserteurs der US-Streitkräfte, 26. Februar 2015.
22. ↑  — (Memento vom 15. April 2013 im Webarchiv archive.today) Human Rights Without Frontiers: "Maximalstrafe für Wehrdienstverweigerung aus Gewissensgründen"
23. ↑  Stichwort: Arbeit von Connection e. V. Abgerufen am 27. Oktober 2022.
24. ↑  Militärstrafgesetz § 7
25. ↑  deutschlandfunk.de: Wie die Ukraine 500.000 neue Soldaten rekrutieren will. Abgerufen am 2. Mai 2024.
26. 1 2  Jana Frielinghaus: Keine Ersatzpässe für ukrainische Männer mehr. In: nd-aktuell.de. 1. August 2024, abgerufen am 21. September 2024.
27. ↑  Österreich liefert Wehrpflichtige nicht an Ukraine aus orf.at, 8. September 2023, abgerufen am 8. September 2023.